# طراحی گرافیک

نمادها و نشانه‌های گرافیکی اغلب کارکردگرا، بی‌نام و خلاصه‌شده هستند، مانند این پیکتوگرام‌ها که برای خدمات پارک ملی ایالات متحده طراحی شده‌است.

طراحی گرافیک فرایند ارتباطات بصری، و حل مسئله از طریق استفاده از تایپ، فضا، تصویر و رنگ است.
رشته طراحی گرافیک زیرمجموعه ارتباطات بصری و طراحی ارتباطات در نظر گرفته شده‌است، اصطلاح «طراحی گرافیک» می‌تواند به خاطر اشتراکات فنی پیچیده، به جای طراحی ارتباطات و ارتباط بصری استفاده شود. طراحان گرافیک از روش‌های مختلف در ایجاد و ترکیب کلمات، نمادها و تصاویر به منظور خلق یک نمایش تصویری از ایده‌ها و پیام استفاده می‌کنند. طراح گرافیک ممکن است ترکیبی از تایپوگرافی، هنرهای بصری و تکنیک‌های صفحه‌آرایی را برای تولید یک نتیجه نهایی استفاده کند. طراحی گرافیک، اغلب به هر دو فرایند (طراحی) که توسط آن ارتباط ایجاد شده‌است و محصولات (طرح) که تولید می‌شوند اشاره‌می‌کند.
کاربردهای رایج طراحی گرافیک شامل هویت (لوگو و نام تجاری)، انتشارات (مجلات، روزنامه‌ها و کتاب‌ها)، تبلیغات چاپ، پوسترها، بیلبوردها، گرافیک وب‌سایت و عناصر، علائم و بسته‌بندی محصولات است. به عنوان مثال، بسته‌بندی محصول ممکن است شامل یک لوگو یا دیگر آثار هنری، متن‌های سازمان‌یافته و عناصر طراحی خالص از جمله عکس‌ها، اشکال و رنگ باشد که ساختار متحد قطعه را شکل می‌دهند. ترکیب‌بندی یکی از مهم‌ترین ویژگی‌های طراحی گرافیک است، به ویژه هنگامی که موضوع استفاده از مواد موجود از قبل یا عناصر متنوع مطرح است؛ بنابراین انتظار می‌رود که از نظر طراحی هم در این حیطه خوب باشی.
تعریف هنر طراحی گرافیک در طول زمان بنا به انتظاری که از بازخوردهای بصری کارآمد در هر زمان است تغییر می‌کند و نو به نو می‌شود. در این میان مقتضیات زمان و چالش‌ها و تغییرات اجتماعی و سیاسی و به تبع آن تغییرات فرهنگی به‌طور مستقیم باعث ایجاد تعبیر و تعریفی نوظهور از هنر می‌شود تا جایی که در عصر حاضر باید پذیرفت که مفاهیم عمیق‌تر و گسترده‌تری مانند «ارتباط تصویری» خرده مفاهیم دیداری و نشانگان سنتی بصری را در خود هضم می‌کند و مفهوم ذهن آشنای «طراحی گرافیک» را به نوعی در دل خود مستتر دارد.
در فارسی واژه «طراحی» را در ترجمه «Design» به کار می‌برند. این ترجمه چنانچه به معنای نقشه کاری باشد، صحیح است؛ ولی اگر طراحی به معنای کشیدن طرحی روی کاغذ، مثل طراحی از روی مدل باشد، ترجمه درستی نیست.
اما طراحی گرافیک به معنای خلق و سامان دادن یک سلسله عوامل تصویری برای بیان یک مفهوم یا پیام یا اطلاعات در جهت هدفی مشخص و معین‌است.

## دربارهٔ طراحی گرافیک
دنیس. ا. داندیس در کتاب مبادی سواد بصری چنین می‌نویسد:

طراحی گرافیک به صورتی که ما امروز می‌شناسیم، تا زمان انقلاب صنعتی یعنی قرن نوزدهم وجود نداشت. در این زمان پیشرفت فنون چاپ و کاغذسازی امکان استفاده از تزئینات و تصاویر بدیع همراه با متن نوشته شده به وجود آمد و نقاشان و هنرمندان گرافیک توانستند نتایج درخشانی در کار خود حاصل کنند… برای حل یک مسئله گرافیک، در طراحی بیش از یک راه مناسب وجود دارد و از این رو طراح نیز باید با به کار گرفتن عناصر بصری به شیوه‌های مختلف سعی می‌کند برای یک موضوع بیش از یک طرح مناسب بیابد.

الیزابت رسنیک، مدرس و محقق در زمینه گرافیک دیزاین یا طراحی گرافیک می‌گوید:

طراح گرافیک یک مسئله حل کن خلاق است که آموخته‌است: اول بفهمد، سپس نقشه کار را بکشد، آنگاه دیزاینی را اجرا کند که یک پیام خاص را با راه و روش تصویری و تخیلی برای مخاطبینی معین جهت ارتباط بیان کند. یک ارتباط تصویری به طراح گرافیکی نیازمند است که بتواند مطلع کند و مخاطبان خود را جذب کند. برای این منظور گرافیک دیزاین یا طراح گرافیک ایده و فکری را پرورش می‌دهد که بتواند با فرم‌های تصویری، محتوا را بیان کند. ایده و فکر در جریان عمل دیزاین تولید می‌شود، که طی آن گرافیک دیزاین تحقیق می‌کند، مرتب می‌کند، و اطلاعات را تفسیر می‌کند، هدف را معین، ایده‌ها را ابداع و یک شکل و شمایل تصویری جدید را خلق می‌کند.

طراحی گرافیک اصطلاحی عام برای حرفه‌ای متشکل از طراحی حروف، تصویرسازی، عکاسی و چاپ به منظور ارائه اطلاعات یا آموزش است. این اصطلاح را نخستین بار ویلیام ادیسون دیگینز در سال ۱۹۲۲ به کار برد، با این حال فقط از جنگ جهانی دوم به بعد بود که کاربرد آن فراگیر و رایج‌شد.
طراحی گرافیک حوزه‌ای در هنرهای بصری، که اساساً طراحی مواد چاپ شدنی (تصاویر، نقوش و نوشته‌ها) را در برمی‌گیرد. امروزه، طراحی گرافیک در سینما و تلویزیون نیز کاربرد دارد. صفحه‌آرایی، تصویرسازی، طراحی نوشته‌ها و حروف، طراحی برای انتشارات و تبلیغات، و طراحی برای بسته‌بندی کالا، از زمینه‌های اصلی فعالیت طراح گرافیک محسوب می‌شوند. سابقه این فعالیت‌ها به کارهای ویلیام موریس، لیسیتسکی و مدرسه هنری باهاوس بازمی‌گردد.
طراحی گرافیک دربرگیرنده نوعی زبان است با دستور زبانی نامعین و با الفبایی پیوسته در حال گسترش؛ ماهیت نامشخص قوانین آن بدان مفهوم است که فقط می‌توان آن‌ها را مطالعه کرد نه آموخت. زمانی یک اثر گرافیکی به درستی درک می‌شود که بتوان زبان آن را فهمید.
طراحی گرافیک عبارت از انتقال تصویری یک مفهوم، پیام یا اطلاعات به مخاطبی خاص است. طراحی گرافیک از درک و بررسی اطلاعات و پیام آغاز می‌شود، سپس به بررسی مخاطب پیام و اطلاعات می‌پردازد، و دست آخر راه حلی تصویری برای ارائه پیام می‌یابد.
امروز طراحان گرافیک با بنگاه‌ها و آتلیه‌ها همکاری دارند و نه فقط تبلیغات و آگهی‌ها، بلکه مجلات و روزنامه‌هایی را که این آگهی‌ها در آن چاپ می‌شود طراحی می‌کنند. به علاوه طراحی مستقل به بخشی از گروه مرتبط با صنعت ارتباطات بدل شد.
طراح گرافیک (به صورت منفرد یا در جایگاه مدیر هنری) با مشاوره متخصصان، هنرمندان و هنروران سایر هنرها و صنایع مرتبط به خلق اثری می‌پردازد که از ماهوی شکل جدیدی از جلوه‌های دیداری یا حتی شنیداری (گاه تلفیقی از هر دو) را به نمایش می‌گذارد. طراحی گرافیک از هنرهای دیگر در فرایند آفرینندگی و تولید اثر هنری مدد می‌گیرد. این تعامل و تبادل چند سویه بین هنرهایی چون سینما، نقاشی، عکاسی، معماری و… حتی موسیقی و طراحی گرافیک برقرار است.
باید دانست که طراحی گرافیک (اعم از اینکه سیر آفرینندگی در آن توسط ابزار مکانیکی و دستی یا امکانات پیشرفته کامپیوتری صورت گرفته باشد) تا چه اندازه وابسته به ابزار (فیزیکی یا مجازی) و از آن مهم‌تر وابسته به مهارت و چیره‌دستی آفریننده یا هنرمند است.
هنر طراحی گرافیک هم به خودی خود و در شکلی مستقل به فردیت هنرمند اتکا دارد و واجد جلوه‌های خلاقانه تراوشات ذهن اوست و هم می‌تواند حاصل کاری گروهی و مدیریت شده‌باشد.
حضور طراحی گرافیک در تبلیغات (تجاری، فرهنگی و…) به قدری چشمگیر و اثربخش است که همواره از گرافیک به عنوان نخستین جلوه‌گاه عناصر دیداری در تبلیغات یاد می‌شود. فرایند تبلیغات به روش‌های مختلف هدف‌گذاری و اجرا می‌شود. بسیاری از شاخص‌های فرهنگی، اجتماعی، سیاسی و آیینی… در شکل‌گیری ساختار و تعیین محتوا و دستیابی به اهداف نهایی یک بسته تبلیغاتی مؤثر هستند.
غیر از آن، شاخص‌های مهمی چون تحلیل مخاطبان از لحاظ گروه‌های سنی، جنسیتی، سطح تحصیلات و… نیز مؤلفه مؤثری به حساب می‌آید. نقش اصلی طراحی گرافیک در فرایند تبلیغاتی، ترجمه تصویری مستقیم یا غیرمستقیم مفاهیمی است که در بسته تبلیغاتی برای معرفی کالا و خدمات، زمینه‌سازی برای فروش یا توسعه بازار، مبادلات فرهنگی، سیاسی و اجتماعی یا به عنوان ابزاری برای اطلاع‌رسانی و آگاه‌سازی جامعه، در قالب شناسه‌های دیداری و گرافیکی (ایستا و پویا) ارائه می‌شوند.
هنر گرافیک نوین شاخه‌های متعدد و متنوعی دارد. از یک طرف به عرصه تبلیغات فرهنگی و تجاری و از سوی دیگر در سینما و تلویزیون کاربرد دارد. این هنر با معماری و موضوعات ارتباط محیطی نظیر علائم راهنمایی و رانندگی و کمک به زیباسازی فضاهای شهری نیز ورود پیدا کرده و از دیگر سو مواردی چون طراحی تمبر و اسکناس، طراحی کاشی، کاغذهای بسته‌بندی، کاغذ دیواری، پارچه و… را نیز شامل می‌گردد.
به‌طور کلی سبب شده که هنر گرافیک علاوه بر خط (فرم) و رنگ به عناصر دیگری چون حجم و نور روی آورد و نیز از «حرکت» به عنوان عامل مؤثری برای انتقال مفاهیم بصری سود جوید.

## پیشینه

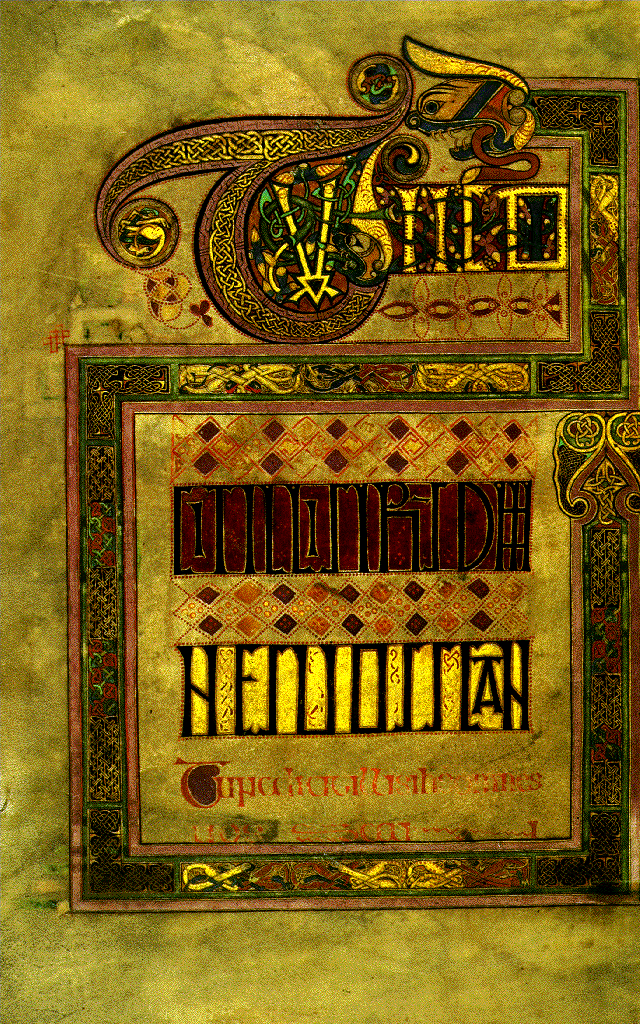
صفحه‌ای از کتاب کلز با متن تزیین شده.

در حالی که طراحی گرافیک به عنوان یک رشته نسبتاً جدید، برای اولین بار توسط ویلیام ادیسون دیگینز در سال ۱۹۲۲ ابداع شد، فعالیت‌های مانند طراحی گرافیک به گستردگی تاریخ بشریت است: از غار لاسکو، تا ستون تراژان رم تا دستخطی از سده‌های میانه، تا نئون‌های خیره‌کننده از گنزا. در در این هر دو تاریخچه طولانی و انفجارِ اخیر ارتباط بصری در قرن بیست و بیست و یکم، گاهی تمایز و هم‌پوشانی به‌طور نامشخصی از هنر تبلیغات، طراحی گرافیک و هنرهای زیبا وجود دارد. گذشته از این، آن‌ها در بسیاری از همین عناصر، نظریه‌ها، اصول، شیوه‌ها و زبان را مشترکند، و گاهی مشتریان تجاری و حامیان مشترکی نیز دارند. در هنر تبلیغات هدف نهایی فروش کالاها و خدمات است. در طراحی گرافیک، «اساس این است که به منظور ارائه اطلاعات، فرم به ایده‌ها، و احساس بیان به شیء تبدیل شود که قابل تجربهٔ انسانی است.»

### ظهور چاپ
در طول سلسله تانگ (۶۱۸–۹۰۷) بین سدهٔ هفتم و نهم میلادی، توده‌های چوبی به منظور چاپ بر روی پارچه و بعدها برای تکثیر متون بودایی قطع شدند. کتاب مقدس بودایی‌ها در سال ۸۶۸ از اولین کتاب‌های چاپی مشهور بود. در آغاز سده یازدهم، طومارها و کتاب‌ها با استفاده از حروف چاپی متحرک تولید شد و به‌طور گسترده‌ای در دوران سلسله سونگ (۹۶۰–۱۲۷۹) در دسترس قرار گرفت. در حدود ۱۴۵۰، دستگاه چاپ یوهان گوتنبرگ به‌طور گسترده‌ای در اروپا کتاب‌های در دسترس همگان تولید کرد. آلدوس مانتیوس طرح ساختن و صفحه‌آرایی کتاب را به وجود آورد که بنیان انتشار کتاب را در غرب شکل داد. این دوره از طراحی گرافیک به نام اومانیسم یا سبک قدیمی نامگذاری شده‌است.

### ظهور طراحی صنعتی
در اواخر قرن ۱۹ در اروپا، به ویژه در انگلستان، حرکتی آغاز شد تا طراحی گرافیک را از هنرهای زیبا جدا کند. در سال ۱۸۴۹ در بریتانیای کبیر، هنری کول یکی از نیروهای اصلی در آموزش طراحی شد، و در کتاب «ژورنال طراحی و تولیدکنندگان» دولت را از اهمیت طراحی مطلع ساخت. او مراسمی به عنوان نمایشگاه بزرگ برای جشن تکنولوژی صنعتی جدید و طراحی مربوط به دوره ملکه ویکتوریا را ترتیب داد.
از سال ۱۸۹۱ تا ۱۸۹۶ نشر کلمسکات کتاب‌هایی با مشخصات مهمی از طراحی گرافیکی که جنبشی از صنایع دستی و هنری بود چاپ کرد و همچنین تجارت پرسودی از فروش کتاب‌های بزرگی از ادبیات تزکیه به ثروتمندان، صورت گرفت. ویلیام موریس (بنیانگذار نشر کلمسکات) ثابت کرد که بازار کارهای طراحی گرافیکی در موقعیت خوبی قرار دارد و در جداسازی طراحی از هنرهای زیبا و دیگر کارهای هنری، پیش‌قدم شد. کارهای ویلیام موریس هم‌زمان با حرکت نشر خصوصی به‌طور مستقیم و غیرمستقیم در «هنر نوین» با مسوولیت توسعه در طراحی گرافیکی قرن بیستم، تأثیر عمومی گذاشت.

### طراحی قرن بیستم

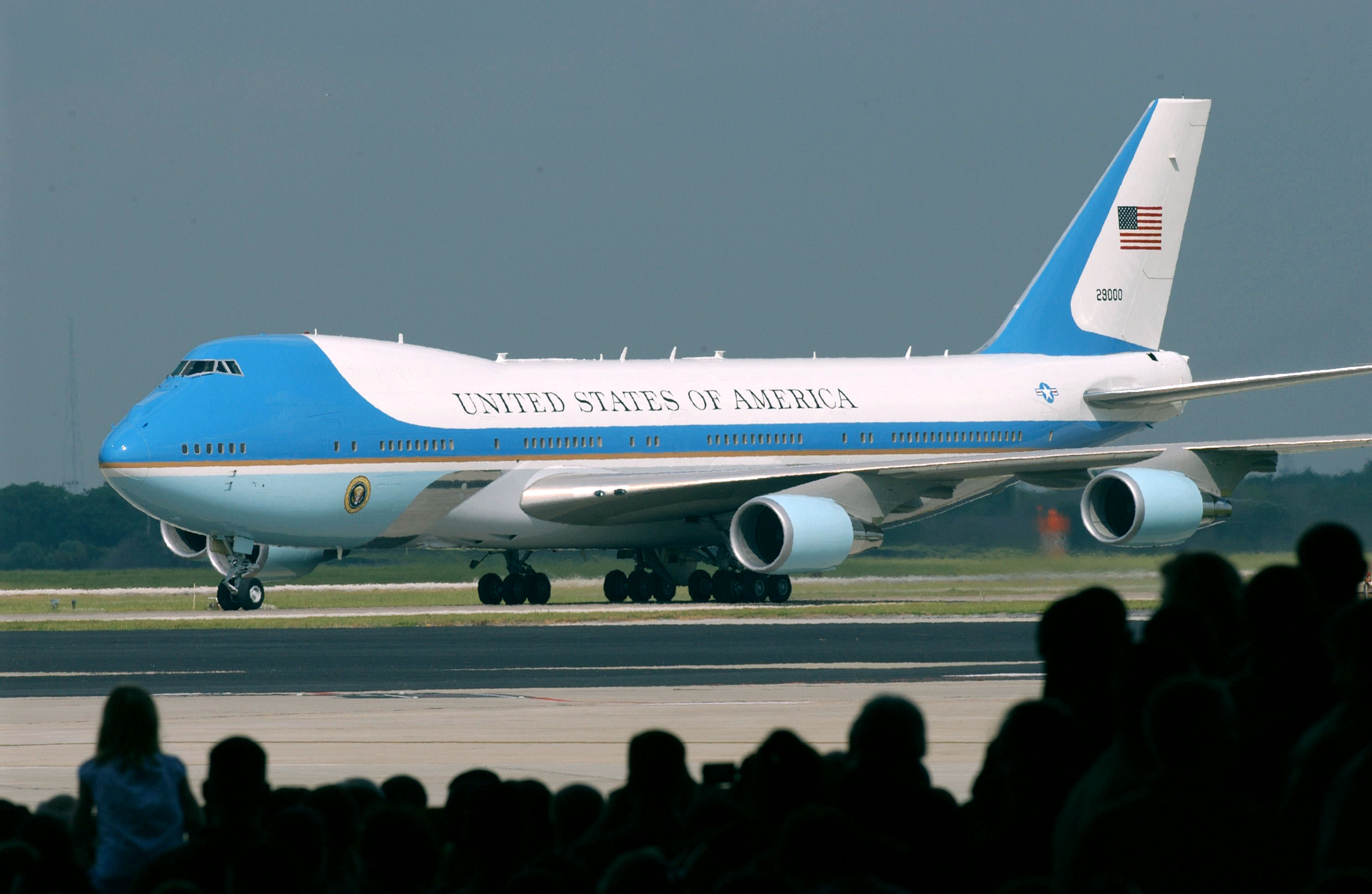
یک هواپیمای بوئینگ ۷۴۷ با بدنهٔ طراحی شده آن در فرم نیروی هوایی. فرم فیروزه‌ای، پرچم ایالات متحده، نشان ریاست جمهوری و حروف Caslon در زمان‌های مختلف، توسط طراحان مختلف برای مقاصد مختلف طراحی شده، و توسط طراح ریموند لووی در این هواپیمای واحد به صورت طراحی محیطی ترکیب شده‌است.

نام «طراحی گرافیک» برای اولین بار در سال ۱۹۲۲ در مقاله «نوع جدید چاپ خواستار طراحی جدید» توسط ویلیام ادیسون دیگینز، یک طراح کتاب آمریکایی در اوایل قرن بیستم ظاهرشد.
طراحی گرافیک راف که در سال ۱۹۲۷ منتشر شده‌است، به عنوان اولین کتابی که در عنوان آن از «طراحی گرافیک» استفاده شده، در نظر گرفته شده‌است.
نشانه‌های مترو لندن نمونه‌ای نمونه طراحی کلاسیک در دوران مدرن است و با استفاده از حروف طراحی شده توسط ادوارد جانستون در سال ۱۹۱۶ طراحی شده‌است.
در دهه ۱۹۲۰، کنستراکتیویسم شوروی در تولید فکری در حوزه‌های مختلف تولید به کار گرفته شد. این جنبش قائل به این بودند که هنر فردگرا در روسیه انقلابی بی‌فایده بوده و به این ترتیب به سوی ایجاد اشیایی برای مقاصد انتفاعی حرکت کرد. آن‌ها ساختمان، مجموعه تئاتر، پوستر، پارچه، پوشاک، مبلمان، آرم، منوها، و… طراحی کردند.
یان چولداری اصول تایپوگرافی مدرن را در کتاب ۱۹۲۸ خود، با عنوان تایپوگرافی مدرن تدوین کرد. او بعدها فلسفه‌ای را که در این کتاب به عنوان فاشیستی بودن حمایت می‌کرد رد کرد، اما آنچه باقی ماند بسیار تأثیرگذار بود. چولداری، طراحان حروف باوهاوس مانند هربرت بایر و لازلو موهولی ناگی و ال‌لیسیتسکی تا حد زیادی تحت تأثیر طراحی گرافیکی بودند که ما امروز می‌شناسیم. آن‌ها در روش‌های تولید و دستگاه‌های سبک مورد استفاده در سراسر قرن بیستم پیشگام شدند.
سیپی پینلیز Cipe Pineles زنی پیشگام در قرن بیستم (۱۹۰۸–۱۹۹۱) بود که پا به حرفه‌ای طراحی گرافیک گذاشت که در زمان خود، مردانه تلقی می‌شد، حرفه‌ای که مانند بسیاری دیگر، مردان اولویت اول انتخاب بودند، ولی او سدها را شکست، ایده‌هایی نو آورد و از این‌که آن‌ها را تحقق می‌بخشید هراسی نداشت.
او نخستین مدیر هنری بود که اقدام به انتخاب هنرمندان تصویرساز کرد، کاری که تا قبل از آن معمول نبود.
اندی وارهول و بن‌شان ازجمله کسانی بودند که زیر نظر او شروع به تصویرسازی‌های داستانی کردند.
در سال‌های بعد دیده شد که طراحی گرافیک به سبک جدید، مورد پذیرش گسترده و کاربردی قرار گرفت. اقتصاد پررونقِ بعد از جنگ جهانی دوم آمریکا نیاز بیشتری برای طراحی گرافیک، عمدتاً تبلیغات و بسته‌بندی ایجاد کرد. مهاجرت مدرسه طراحی باوهاوس آلمان به شیکاگو در سال ۱۹۳۷ «تولید انبوه» مینیمالیسم را به آمریکا به ارمغان آورد؛ جرقه آتشی وحشی از معماری و طراحی مدرن. نام‌های قابل توجه در طراحی مدرن اواسط قرن شامل آدریان فروتیگر، طراح حروف دانشگاه علوم و فروتیگر. پل رند، که از اواخر دهه ۱۹۳۰ تا زمان مرگ خود در سال ۱۹۹۶، اصول باوهاوس را گرفت و آن‌ها را برای تبلیغات محبوب و طراحی آرم به کار برد، به ایجاد یک رویکرد منحصر به فرد آمریکایی به مینیمالیسم اروپایی کمک کرد در حالی که یکی از پیشگامان اصلی زیرمجموعه‌ای از طراحی گرافیکی با عنوان هویت سازمانی است؛ و جوزف مولر-بروکمان، که پوستر را به شیوه‌ای مثال زدنی در دهه‌های ۱۹۵۰ و ۱۹۷۰ طراحی می‌کرد.
رشد صنعت طراحی گرافیک حرفه‌ای به صورت موازی با رشد مصرف‌گرایی افزایش یافته‌است. این موضوع سبب برخی نگرانی‌ها و انتقادات مطرح شده، به ویژه از درون جامعه طراحی گرافیک با عنوان بیانیه First Things First شد. برای اولین بار توسط کن گارلند در سال ۱۹۶۴ راه‌اندازی شد، و سپس در سال ۱۹۹۹ با عنوان مانیفست ۲۰۰۰ در مجله مهاجر شماره ۵۱ بازنشر شد. «ما یک انقلاب بزرگ در جهت مفیدتر بودن طراحی گرافیک انجام دادیم، که باعث پایان پذیرفتن ارتباطات دموکراتیک شده. یک جهش فکری به دور از بازاریابی محصول و به سمت اکتشاف و تولیدات جدید؛ که آن را باید گسترش داد و باید آن را توسط سایر دیدگاه‌ها تا حدودی، از طریق زبان بصری و منابع طراحی به چالش کشاند؛» هر دوی این برداشت‌ها رأی طراحان حرفه‌ای و متفکران رو به خودش جلب کرد، برای مثال رودی وندرلنز، اریک اسپیکرمن، الن لاپتون و ریک پوینور. در سال ۲۰۰۰ بیانیه‌ای نیز در Adbusters به‌طور ویژه منتشر شد، که به خاطر انتقادات عمیقش به فرهنگ بصری شناخته می‌شود.
طراحی گرافیک به مثابه یک تخصص فقط از اواسط سده بیستم مطرح شد. تا آن هنگام اداره بنگاه‌های تبلیغاتی و تهیه آگهی‌های تبلیغاتی توسط هنرمندان تجاری انجام می‌شد. این متخصصین عبارت بودند از: صفحه‌بند (هنرمندان صفحه‌آرا)، حروف‌چین که عنوان و متن را با تمام جزئیات طرح‌ریزی می‌کرد و دستورالعمل‌هایی برای حروف‌چینی می‌داد، انواع مختلف تصویرگرانی که هر نوع آثار ترسیمی از نمودارهای فنی تا اسکیس‌های مد را تهیه می‌کردند، رتوش کاران، هنرمندان طراح حروف و دیگرانی که طرح‌های نهایی را برای تکثیر آماده می‌کردند. بسیاری از هنرمندان تجاری –از جمله طراحان پوستر- هم‌زمان واجد چند تخصص بودند.
طی چندین سده، سه کارکرد اصلی گرافیک همچون کارکرد الفبای رومی تغییر اندکی یافته‌است و هر طرح ممکن است به هر سه روش مورد استفاده قرارگیرد. نخستین کارکرد طراحی گرافیک «معرفی یا شناسایی» است. گفتن این که یک چیز چیست یا متعلق به کجاست. کارکرد دوم آن که در اصطلاح حرفه‌ای «طراحی اطلاعات» شناخته می‌شود، در زمینه اطلاع‌رسانی و آموزش است و رابطه یک چیز را با چیز دیگر مشخص می‌سازد؛ و کارکرد سوم نمایش و تبلیغ است که به قصد جلب توجه مخاطب و ماندگار کردن پیام است.

## 8 نوع اصلی طراحی گرافیک

### طراحی هویت بصری (Visual Identity Design)
این نوع از طراحی گرافیک مبتنی بر یک برند می باشد. در تعریف کلی یک برند، پل ارتباطی یک مجموعه یا سازمان با مخاطبینش است. هویت بصری یک برند هم تعیین کننده چیستی، چگونگی و گاهی چرایی تعامل با مخاطبان می باشد. در واقع اگر فرض کنیم که یک برند، یک شخص است که با مخاطب تعامل می کند، هویت برند (Brand Identity) ، نقش شخصیت (Personality) آن فرد را خواهد داشت.

### طراحی تبلیغاتی و بازاریابی (Marketing & Advertising Graphic Design)
احتمالا یکی از آشناترین انواع طراحی گرافیک، طراحی تبلیغاتی باشد. این نوع طراحی به حدی برای مردم آشناست که قسمت قابل توجهی از مردم، طراحی گرافیک را را همین نوع طراحی می دانند و از دیگر انواع طراحی گرافیک آگاه نیستند.
این نوع طراحی، متوجه قسمت تبلیغات و بازاریابی شرکت های بزرگ و کوچک است. در واقع جلوه اصلی و قیافه تبلیغات و برنامه های مارکتینگ یک شرکت با طراحی گرافیک معنا پیدا می کند. اهمیت این نوع از طراحی به حدی حیاتی است که اصلا، یک برنامه بازاریابی موفق با طراحی های گرافیکی هدفمند محقق می شود.

### طراحی رابط کاربری (User Interface Graphic Design)
طراحی رابط کاربری قسمتی از طراحی گرافیک است که متوجه تعامل کاربر با یک بستر، مثل نمونه هایی که ذکر شد، می باشد. رابط کاربری (UI) چگونگی تعامل کاربر را با یک برنامه، اپلیکیشن، وبسایت، بازی و هر نوع صفحه دیگری تعیین می کند. اینکه جلوه و قیافه یک اپلیکیشن یا صفحات یک وبسایت چه شکلی باشند، کاربر چگونه با آن ها تعامل کند، چطور کاربر راحت تر بتواند با آنها تعامل کند، همه و همه در حوزه طراحی رابط کاربری یا طراحی ui می باشد.

### طراحی حوزه نشر (Publication Graphic Design)
شاید بتوان گفت قدمت این نوع از انواع طراحی گرافیک، از بقیه شاخه ها بیشتر باشد. در واقع از زمانی که چاپ و نشر به یک صنعت تبدیل شد، این نوع از طراحی گرافیک خلق و گسترش پیدا کرد. طراحی حوزه نشر یا طراحی گرافیکی نشریات، قسمتی از طراحی گرافیک است که با حوزه چاپ، نشر، کتاب، روزنامه، کاتالوگ و … در ارتباط است.

### طراحی موشن گرافیک (Motion Graphic Design)
اگر به یک طراحی گرافیک، حرکت و پویانمایی اضافه کنیم، تبدیل به موشن گرافی می شود. طراحی هایی مثل انیمیشن، صداگذاری، تایپوگرافی، ویدئو، اسلاید تصاویر و … که با حرکت همراه هستند، در این نوع از انواع طراحی گرافیک جای می گیرند.
طراحی موشن گرافی از جدیدترین شاخه های طراحی است. از زمانی که تلویزیون در خانه ها جای باز کرد این شاخه به شدت رشد کرد. از نمونه های رایج آن تبلیغات تلویزیونی بود. با رشد شبکه های اجتماعی و کسب و کار های آنلاین و دیجیتالی هم به کاربردن آن در تبلیغات و تولید محتوا بسیار بیشتر از قبل شد.

### طراحی مبتنی بر تصویر سازی ( Art and illustration for Graphic Design)
این نوع از طراحی گرافیک در واقع شامل خلق و تصویرسازی مفاهیم و تصاویری است که متناسب با مسئله ای که طراح می خواهد حل کند، به وسیله او طراحی می شود. که خود شامل طراحی انواع مختلفی از تصاویر و محصولات می شود؛

## خلاقیت
تفکر از منظر روان‌شناسی فرایند حل مسئله است. تفکر بر دو نوع است:
1. تفکر همگرا که به حل مسئله به صورت خطی و به تفکر منطقی و استدلالی توجه دارد.
2. تفکر واگرا که در حل مسئله به راه‌حل‌های متعدد توجه داشته و برای کشف تمامی جایگزین‌های ممکن از تداعی آزاد استفاده می‌کند. این تفکر را تفکر خلاق نیز می‌نامند. تفکر واگرا چهار ویژگی مهم دارد: اصالت، سیالی، انعطاف‌پذیری و بسط

حافظه توانایی ذخیره‌سازی و بازیابی تجربیات گذشته‌است. وقتی بر حل یک مسئله تمرکز می‌شود، نیاز به اطلاعات موجود در حافظه است اما همیشه اطلاعات فرد برای حل یک مسئله کافی نیست، پس باید به جمع‌آوری اطلاعات مرتبط پرداخت. اطلاعات بیشتر در حافظه، تداعی بیشتر را به دنبال دارد. تداعی بیشتر دستیابی به ایده‌های بکرتر را به دنبال خواهد داشت.
بر این اساس می‌توان تفکر خلاق را به انفجار هسته‌ای ذهنی تشبیه کرد. هرگاه یک نشانه از طریق تفکر واگرا بسط یابد، مجدداً همین نشانه بسط یافته، خود به شکلی واگرا بسط می‌یابد و این عمل تکرار می‌شود. بدین ترتیب، یک نشانه به صورت تصاعدی با نشانه‌های دیگری پیوند می‌یابد. از همین روست که قارچ انفجار اتمی نشانه‌ها، در ذهن آدمی شکل می‌گیرد.
به عمل پدیدآوردن چیزی که پیش از آن وجود نداشته، عمل خلاقانه گفته می‌شود.
بنا به این تعریف، اگر بتوان برای هر مورد کار گرافیک که در بنیاد جدید و بی‌همتا است، راه‌حل جدیدی به لحاظ ایده، انتخاب سمبل‌ها، تصاویر و اشکال پیدا کرد، در واقع عمل خلاقانه اتفاق افتاده‌است.
در طی انجام هر پروژه، کوشش برای پیدا کردن راه‌حل‌هایی فکری و تصویری که تا به حال انجام نشده، امکان تقویت حس خلاقیت را بالا می‌برد. عمل خلق متکی به خصوصیات فردی و نیز به نوعی به خصوصیات و امکانات زمانی و اجتماعی مربوط است.
نخستین بار یونانیان به اهمیت تداعی آزاد در مسیر تفکر خلاق پی بردند. امروزه برخی اندیشمندان از آن به عنوان موتور محرک خلاقیت یاد می‌کنند. اهمیت تداعی آزاد از آن روست که هر فردی مجموعه بزرگی از اخبار، اطلاعات، خاطرات و تجربیات را در اختیار دارد که به‌طور معمول در حافظه او بایگانی شده‌اند. برای بازخوانی، بازشناسی و یادآوری آن‌ها به محرک‌های خاص نیاز است. قدرت تداعی در بازخوانی امور پیش گفته به فرد کمک می‌کند تا همواره با مشاهده هر پدیده عناصر مرتبط با آن را در ذهن بازخوانی یا به نوعی احیاء کند و قوه تصور خود را به قوه حافظه مرتبط سازد. تداعی آزاد در واقع تجربه‌ای است که به موجب آن، فرد هنگام فکر کردن دربارهٔ یک کلمه یا یک شکل تمامی آنچه را که به ذهن می‌رسد توصیف می‌کند.
مدنیک می‌گوید: تفکر خلاق عبارت است از شکل‌دادن به تداعی‌ها به صورت ترکیبات تازه و مفید که پاسخگوی الزامات خاصی باشد … هرچه عناصر ترکیب جدید غیر مشابه‌تر باشد، فرایند حل کردن خلاق‌تر خواهد بود.
بخش خلاقانه خود از دو قسمت در طراحی گرافیک تشکیل می‌شود:
1. پیدا کردن فرم و ایده برای محتوا و پیام
2. پیدا کردن و خلق معادل‌های تصویری برای ایده

اگر گفته شود بخش منطقی شناسایی مخاطب و درک پیام، بخش پنهان و ناپیدای یک کار گرافیک است، آن‌گاه بخش تصویر و فکر که مربوط به بخش خلاق کار است، قسمت آشکار، ملموس و دیدنی کار است. این بخش به نیروی خلاق گرافیک دیزاین احتیاج دارد تا بتواند ایده، تصاویر، فرم‌ها و رنگ‌ها و نوشته‌هایی بسازد که محتوای پیام را به بهترین وجه به مخاطب بیان کند. در این بخش عمل اصلی ارتباط با مخاطب انجام می‌شود.
عمل خلق یک عمل آگاهانه، محاسباتی و علمی نیست. عمل خلق ناشی از آن بخشی از ویژگی‌های انسان است که کاملاً ناشناخته و غیرقابل کنترل و دسترسی است.
خلاقیت، فرایند پیچیده و گسترده‌ای است که ایده‌ای خلاقه از دل آن بیرون می‌آید و سعی در قاعده‌مند و نظام‌مند بیان کردن فرایند خلاقه، تنها به جهت سهولت در امر مطالعه و ادراک موضوع صورت می‌پذیرد و اشاره بر این امر، که از دیدگاه برخی از روانشناسان و پژوهندگان این گونه دسته‌بندی‌ها همواره عین به عین اتفاق نمی‌افتد امری ضروری است، بدان معنا که برخی مراحل کاملاً توامان و پیچیده انجام می‌پذیرد و لختی و درنگی برای طی کردن یک مرحله و رفتن به مرحله دیگر نیست؛ تا بدانجا که گاه مراحل خلق یک اثر در لحظه و آنی صورت می‌پذیرد. البته این اتفاق در لحظه را نباید با شهود یکی دانست؛ زیرا در عمل خلاقانه بی‌شک تفکر و تعقل آگاهانه و نظام یافتن روابط، حضوری بلامنازع دارد. در حالی که نگرش شهودی طی مراتب و مراحل مراقبه حاصل می‌گردد و گونه‌ای خلق اتفاقی و خلق‌الساعه به‌شمار می‌آید. به عبارت دیگر فرایند خلاقیت، روندی قابل کنترل به مراحلی مشخص است و خلق یک اثر گرافیکی نتیجه تفکر و تعقلی بس منضبط و دقیق است.

## جذابیت
جذابیت اولین قدم در راه ارتباط با مخاطب است، در هر کار گرافیک یک کشش اولیه برای ارتباط با مخاطب لازم است. نقطه‌ای که مخاطب را جذب کرده و او را درگیر کار عرضه شده کند. جذابیت کار می‌تواند موجب اتصال اولیه مخاطب به محوطه کار شود و پس از جذب اولیه او را به اطلاعات درون کار توجه دهد. پس از اتصال اولیه، درجه‌بندی اطلاعات نقش بنیادی در راهنمایی بیننده در اطلاعات دارد. مهم‌ترین آن‌ها در جلوترین برای مخاطب قرار می‌گیرد و دیگر اطلاعات به ترتیب در لایه‌های بعدی و بعدی چیده می‌شوند.
جذابیت از دو طریق ممکن می‌شود:
1. جذابیت از طریق ایده یا فکر تازه
2. جذابیت از طریق نوآوری بصری[۳۳]

## ایده
یک ایده اندیشه‌ای است که از طریق پیوند دو مفهوم که از پیش با یکدیگر نامربوط اند، برانگیخته می‌شود. هم کناری، الگوهای جدید و رابطه‌های جدیدی را تشکیل می‌دهد و روش جدیدی از مشاهده اشیاء ایجاد می‌کند. این پدیده به عنوان ایجاد ناآشنای آشنا و آشنای ناآشنا توصیف شده‌است. یک ایده خلاق دربرگیرنده یک تغییر ذهنی است. به جای بدیهی دیدن، یک ایده خلاق به اشیاء به گونه‌ای متفاوت و از زاویه دیگری نگاه می‌کند.
بخش ایده یعنی پیدا کردن فکری که بتواند محتوا را به خلاصه‌ترین شکل بیان کند. درست مانند اینکه یک کتاب یا فیلم در یک جمله تعریف شود؛ به شکلی که نتواند خلاصه‌تر از آن باشد ولی تا حد امکان تمام داستان را هم در خود داشته باشد. هرچه ایده به محتوا، پیام و مقصود نزدیک‌تر باشد، احتمال منحصر به فرد بودن ایده زیادتر می‌شود. ایده نه فقط محتوا بلکه باید درک مخاطب را هم در خود داشته باشد. وقتی گفته می‌شود ایده منظور فکر تصویری است. پیدا کردن ایده و خلق آن در وهله اول بایستی در حد و اندازه یک تمبر پستی قابل بیان باشد.
بسیاری از فنون و تکنیک‌های تفکر خلاق مبتنی بر نظریه‌ها و مکاتب روان‌شناسی شکل یافته‌اند. مدل مهندسی ایده عمدتاً بر مبنای تداعی‌گرایی پیشنهاد شده‌است. طبق نظریه تداعی‌گرایی ارتباط دو ایده منجر به تفکر می‌شود. فعال‌تر شدن تداعی‌ها و ارتباط آن با قوه حافظه، خلاقیت را در پی خواهد داشت. گرچه ممکن است تداعی آزاد منشأ ایده‌های تازه باشد اما نمی‌توان گفت تفکر خلاق تنها از تداعی نشأت می‌گیرد. به همین دلیل مدل پیشنهادی مهندسی ایده، تنها می‌تواند بخشی از حوزه ایده یابی را پاسخگو باشد.
گیلفورد می‌گوید: اصالت به منحصر بودن و تازگی ایده‌ها اشاره دارد. منظور از سیالی تعداد ایده‌هایی است که ظرف مدت معینی تولید می‌شوند. کمیتی که موجب پدید آمدن کیفیتی می‌شود. انعطاف‌پذیری تفکر به معنی تنوع و گوناگونی ایده‌هاست. بسط به معنی توانایی تکمیل یک ایده و افزودن جزئیات وابسته به آن است. تفکر بسط یافته به تمامی جزئیات و عناصر لازم برای یک طرح می‌پردازد و چیزی را از نظر دور نمی‌دارد.

## نرم‌افزارها

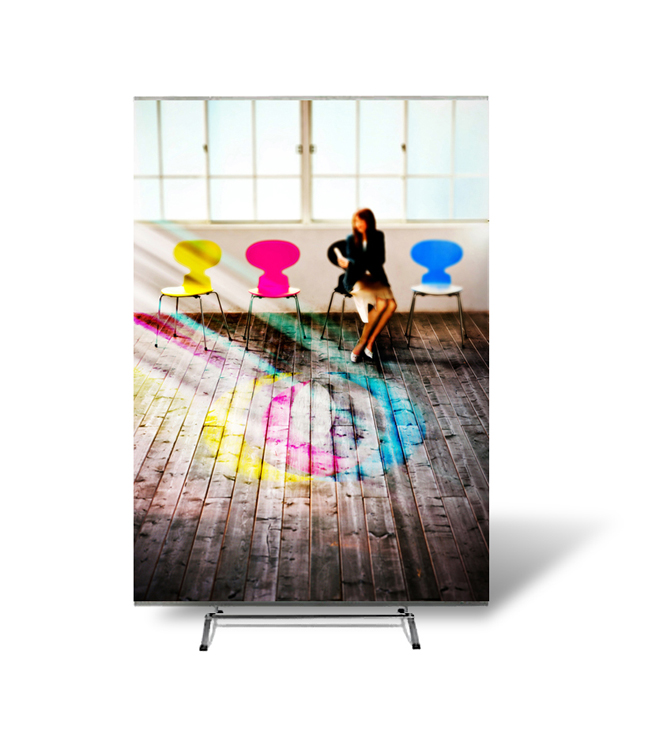
رنگ

از علائم جاده‌ای تا نقشه‌های فنی، از یادداشت درون اداری تا مرجع راهنما، طراحی گرافیک انتقال دانش و پیام‌های بصری را افزایش داده‌است. خوانایی و خوانا بودن با بهبود ارائه بصری و چیدمان متن افزایش یافته‌است.
طراحی همچنین می‌تواند در فروش یک محصول یا ایده از طریق ارتباط بصری مؤثر کمک کند و برای محصولات و عناصر هویت سازمانی مانند آرم، رنگ، بسته‌بندی، و متن استفاده شود. نام تجاری در کنار هویت سازمانی به‌طور فزاینده در طیف وسیعی از خدمات ارائه شده توسط بسیاری از طراحان گرافیک، به موضوعی مهم تبدیل شده‌است. در حالی که این اصطلاحات اغلب به جای یکدیگر استفاده می‌شود، نام تجاری با تأکید بیشتر مربوط به علامت شناسایی یا نام تجاری برای یک محصول یا خدمات است، در حالی که هویت سازمانی می‌تواند دارای معنایی گسترده‌تر مربوط به ساختار و اخلاق یک شرکت باشد، و همچنین به این شرکت تصویر خارجی. طراحان گرافیک اغلب به صورت بخشی از یک تیم کار بر روی پروژه هویت سازمانی و پروژه‌های نام تجاری شرکت‌های بزرگ هستند. سایر اعضای تیم را می‌تواند بازاریابان حرفه‌ای، مشاوران ارتباطات و نویسندگان تجاری تشکیل دهند.
کتاب‌های درسی برای ارائه موضوعاتی مانند جغرافیا، علوم، و ریاضی طراحی شده‌اند. این نشریات، با مطالب تئوری تصویری و نمودار صفحه‌آرایی می‌شوند. یک مثال معمول از گرافیک استفاده از آن به منظور آموزش نمودار آناتومی بدن انسان است. طراحی گرافیک همچنین به منظور صفحه‌آرایی و قالب‌بندی مواد آموزشی برای تولید اطلاعات با قابلیت دسترسی بیشتر و درک آسان‌تر به کارگرفته می‌شود.
سیستم علائم مسیریابی در گرافیک برای فضاهای بزرگ عمومی مانند فرودگاه‌ها و مراکز کنوانسیون به موضوعی مهم تبدیل شده‌اند. اغلب این سیستم‌ها به طراحی گرافیک وابستگی دارد تا برقراری ارتباط اطلاعات به سرعت انجام شود و از نظر اقتصادی از طریق یک رنگ یا نماد انجام می‌شود که می‌تواند از راه دور خوانده شده و دنبال شود (به جای مقادیر زیادی متن). چنین سیستم طراحی گرافیک محیطی، به مردم اجازه می‌دهد به سمت فضاهای ناآشنا حرکت کنند. اصطلاح «گرافیک معماری» توسط جین دیویس داگت، طراح پیشگام سیستم مسیریابی در فرودگاه ابداع شد، اما در سال ۲۰۱۴ معمولاً این اصطلاح در مورد گرافیک محیطی استفاده می‌شود.
طراحی گرافیک در صنعت سرگرمی در دکوراسیون، مناظر، و گفتن داستان‌های بصری نیز کاربرد دارد. نمونه کاربردهای دیگر طراحی برای مقاصد تفریحی شامل رمان، کتاب‌های کمیک، پوشش دی‌وی‌دی، باز و بسته شدن اعتبارات در فیلم‌سازی و برنامه‌ها و غرفه‌های روی صحنه است. همچنین می‌تواند شامل آثار هنری مورد استفاده برای تی‌شرت و موارد دیگر صفحات نمایش چاپ برای فروش باشد.
از مجلات علمی تا گزارش خبری، ارائه نظر و حقایق اغلب با گرافیک و ترکیب متفکر از اطلاعات بصری بهبود یافته‌است که به عنوان طراحی اطلاعات شناخته شده‌است. روزنامه‌ها، مجلات، وبلاگ‌ها، تلویزیون و فیلم‌های مستند ممکن است از طراحی گرافیک برای اطلاع‌رسانی و سرگرمی استفاده کنند. با ظهور وب، طراحان اطلاعات با تجربه از ابزارهای تعاملی مانند ادوبی فلش به‌طور فزاینده‌ای برای تصویرسازی پس زمینه اخبار استفاده کردند.

## مهارت‌ها
پروژه طراحی گرافیک ممکن است شامل سبک و ارائه متن موجود و تصاویر موجود یا تصاویر طراحی شده توسط طراح گرافیک باشد. قطعه هنری را می‌توان در هر دو فرم سنتی و دیجیتال گنجانید، که شامل استفاده از هنرهای تجسمی، تایپوگرافی، و تکنیک‌های صفحه‌آرایی برای نشریات و بازاریابی است. به عنوان مثال، یک داستان روزنامه با روزنامه‌نگاران و عکاسان خبری آغاز می‌شود و پس از آن کار طراح گرافیک برای سازماندهی صفحه با طرحی مناسب و تعیین عناصر گرافیکی مورد نیاز آغاز می‌شود. در مقاله مجله یا تبلیغات، اغلب طراح گرافیک یا مدیر هنری به عکاسان یا تصویرگران برای ایجاد قطعات اصلی مأموریت می‌دهد تا در طراحی و صفحه‌آرایی گنجانده شوند. یا طراح ممکن است از تصاویر موجود یا عکاسی استفاده کند. طراحی معاصر به کامپیوترهای امروزی کشیده شده‌است، به عنوان مثال در استفاده از رابط‌های کاربری WYSIWYG، که اغلب به عنوان طراحی تعاملی، یا طراحی چندرسانه‌ای نامیده می‌شود. یکی دیگر از جنبه طراحی گرافیک داشتن مهارت جستجو، تجزیه و تحلیل یک اثر هنری و به‌طور هم‌زمان مشاهده آن به شیوه‌های جدید است. طراحی گرافیک به مهارت‌هایی مانند قدرت برای متقاعد کردن مخاطب و فروش طراحی نیاز دارد. ارتباطات یک بخش کلیدی در طراحی گرافیک است.

### طراحی هنرهای بصری
قبل از اینکه هر گونه عناصر گرافیکی برای یک طراحی اعمال شود، عناصر گرافیکی باید از معانی مهارت‌های هنر بصری سرچشمه گرفته باشد. این آثار گرافیکی اغلب (اما نه همیشه) توسط یک طراح گرافیک توسعه یافته‌است. هنرهای تجسمی شامل آثاری در درجه اول بصری است که با استفاده از هر چیزی در طبیعت، از رسانه‌های سنتی تا عکاسی یا هنر دیجیتال به کار برده می‌شوند. اصول طراحی گرافیک ممکن است به هر یک از عناصر هنر گرافیک به صورت جداگانه و همچنین به ترکیب‌بندی نهایی اعمال شود.

### تایپوگرافی
تایپوگرافی هنر، اتودهای دستی و تکنیک‌های طراحی تایپ، اصلاح نوع حروف و تنظیم تایپ است. حروف تایپ (کاراکتر) با استفاده از انواع تکنیک‌های تصویر ایجاد و اصلاح می‌شود. تنظیم تایپ انتخاب نوع تایپ، اندازه نقطه، فضای بین حروف (فضای بین همه کاراکترها استفاده می‌شود)، تنظیم فاصله (فضای بین دو کاراکتر خاص)، و فاصله سطرها (خط فاصله) است.
تایپوگرافی توسط حروف‌چینی، فضاساز، توپوگرافی، هنرمندان گرافیک، مدیران هنری، و کارگران دفتری انجام می‌شود. تا پیش از عصر دیجیتال، تایپوگرافی یک شغل تخصصی بود. دیجیتالی شدن راه تایپوگرافی را برای نسل جدیدی از طراحان بصری و کاربران غیرمتخصص باز کرد.

### صفحه‌آرایی

تناسبات طلایی در طراحی کتاب

صفحه‌آرایی جنبه‌ای از طراحی گرافیک است که با آرایش عناصر (محتوا) بر روی یک صفحه، مانند قرار دادن تصویر، و صفحه‌آرایی متن و سبک سر و کار دارد. ابتدا از صفحات اولیه مذهبی به شکل نسخه‌های خطی از قرون وسطی شروع شد و به مجلات مدرن پیچیده و صفحه‌آرایی کاتالوگ، طراحی صفحه، بررسی مواد چاپ و به تازگی در نمایشگرهای الکترونیکی مانند صفحات وب منتهی شده‌است. معمولاً عناصر از تایپ (متن) و تصاویر تشکیل شده‌است.

### چاپ دستی
چاپ دستی مراحل ساخت یک اثر هنری با چاپ بر روی کاغذ، مواد یا سطوح دیگر است. به جز در مورد مونوتایپ، چاپ دستی قادر به تولید چندگانه مشابه قطعه است، که یک چاپ نامیده می‌شود. هر قطعه یک کپی است اما اصلی نیست چون که تولید مثل از کار دیگری هنر نیست و از نظر فنی به عنوان یک تصویر شناخته شده‌است. از سوی دیگر نقاشی و طراحی، ایجاد یک قطعه اصلی منحصر به فرد از آثار هنری است. چاپ از یک مبدأ اصلی واحد، از نظر فنی به عنوان یک ماتریکس شناخته می‌شود. معمول‌ترین ماتریکس عبارتند از: صفحه‌های فلزی، معمولاً مس یا روی برای حکاکی یا قلم‌زنی، سنگ مورد استفاده برای لیتوگرافی، قالب‌های چوبی برای چاپ چوبی، لینولئوم برای لینوکات و صفحات پارچه برای سطوح چاپ. چاپ نیز ممکن است به صورت کتاب منتشر شود، به عنوان کتاب هنرمند. یک چاپ واحد می‌تواند محصول یک یا چند تکنیک متعدد باشد.

## تکنیک‌های اساسی
تقریباً تمام مسائل طراحی در برخی جنبه‌های اساسی مشترک هستند: نوع نوشتار نیاز به انتخاب شدن دارد یا عکس‌ها به شیوه‌ای جالب در سراسر یک طرح مرتب شوند. صرف نظر از پیشنهادهای ویژه‌ای که ممکن است در یک پروژه خاص نیاز شود، استراتژی‌ای کلی وجود دارد که برای بیشتر طراحان استفاده خواهد شد. از پایه‌ای برای مفاهیم پیچیده‌تر بصری است، یا برای متقاعد کردن دربارهٔ مفاهیم مشترک کیفیت در ارائه نهایی ملاقات وجود دارد.

## ابزارها

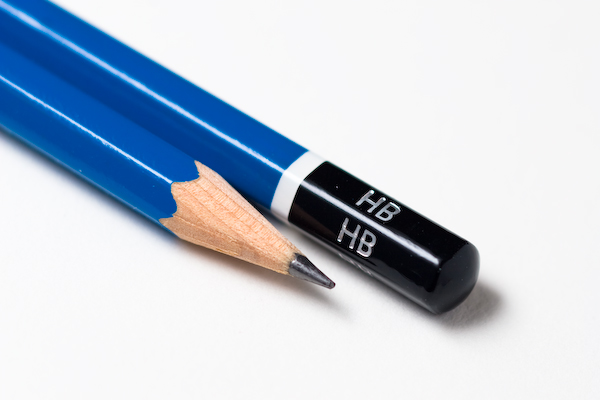
مداد یکی از اساسی‌ترین ابزارهای طراحی گرافیک

ذهن یک ابزار مهم طراحی گرافیک است. گذشته از فناوری، طراحی گرافیک نیاز به قضاوت و خلاقیت دارد. تفکر انتقادی، مشاهده‌ای، کمی و تحلیلی برای طرح‌بندی طراحی و خروجی مورد نیاز است. اگر مجری صرفاً یک راه حل را دنبال کند (به عنوان مثال طرح، اسکریپت یا دستورالعمل) که توسط طراح دیگر (مانند یک کارگردان هنری) ارائه شده، پس آن فرد یک مجری است و معمولاً طراح در نظر گرفته نمی‌شود.
روش ارائه (به عنوان مثال آرایش، سبک، اندازه) ممکن است به همان اندازه طراحی مهم باشد. ابزارهای توسعه و ارائه مناسب تغییر قابل ملاحظه‌ای در چگونگی درک یک مخاطب دارد. تصویر یا طرح با استفاده از رسانه‌های خارجی سنتی و راهنمایی، یا ابزار ویرایش تصویر دیجیتال بر روی کامپیوتر تولید می‌شود. ابزار در گرافیک کامپیوتری اغلب به نام‌های سنتی از قبیل «قیچی» یا «قلم» است. برخی از ابزار طراحی گرافیکی مانند یک گرید در هر دو شکل سنتی و دیجیتال استفاده می‌شود.
در اواسط دهه ۱۹۸۰، ورود نشر رومیزی و برنامه‌های کاربردی نرم‌افزارهای هنر گرافیکی نسلی از طراحان را که تصویر را توسط کامپیوتر دستکاری و ایجاد می‌کردند معرفی کرد در صورتی که قبلاً به صورت دستی اجرا می‌شد. طراحی گرافیک کامپیوتری طراحان را قادر می‌ساخت اثرات طرح یا تغییرات چاپی را فوراً ملاحظه کنند، بدون اینکه نیاز به مقدار زیادی از فضا داشته باشند که برای شبیه‌سازی اثرات رسانه‌های سنتی لازم بود. با این حال، ابزارهای سنتی مانند مداد یا نشانگر حتی زمانی که کامپیوتر در مرحله پایانی استفاده می‌شود مفید است؛ یک طراح یا مدیر هنری ممکن است مفاهیم متعدد طرح را به عنوان بخشی از فرایند خلاق با دست انجام دهد. حتی ممکن است قبل از اینکه طراح این ایده را با استفاده از یک کامپیوتر و ابزار نرم‌افزار طراحی گرافیک بیشتر توسعه دهد، برخی از این طرح‌ها را به یک مشتری برای تأیید مراحل اولیه نشان‌دهد.
کامپیوترها به عنوان یک ابزار ضروری در صنعت طراحی گرافیک در نظر گرفته شده‌است. به‌طور کلی کامپیوتر و برنامه‌های کاربردی نرم‌افزار توسط متخصصان خلاق به عنوان ابزار تولید مؤثرتر از روش‌های سنتی دیده می‌شود. با این حال، برخی از طراحان همچنان به استفاده از ابزار دستی و سنتی برای تولید مشغول هستند، مانند میلتون گلیزر.
ایده‌های جدید می‌تواند از طریق تجربه با ابزار و روش به وجود بیاید. برخی از طراحان ایده را با استفاده از مداد و کاغذ جستجو می‌کنند. برخی از ابزارهای مختلف ساخت علامت و منابع کامپیوتر برای مجسمه‌سازی به عنوان وسیله‌ای الهام‌بخش خلاقیت استفاده می‌شوند. یکی از ویژگی‌های کلیدی طراحی گرافیک آن است که یک ابزار انتخاب تصویر مناسب به منظور انتقال معنا می‌سازد.

### رایانه و فرایند خلاقیت
در این باره که آیا کامپیوتر فرایند خلاق طراحی گرافیک را افزایش می‌دهد بحث وجود دارد. تولید سریع از کامپیوتر اجازه می‌دهد تا بسیاری از طراحان برای کشف ایده‌های متعدد، به سرعت و با جزئیات بیشتر از آنچه می‌توان با کار سنتی دستی یا چسباندن بر روی کاغذ به دست آورد، کار کنند. حرکت طراح از طریق فرایند خلاق به سرعت بیشتر انجام می‌پذیرد. با این حال، مواجه شدن با انتخاب‌های بی‌حد و حصر کمک نمی‌کند بهترین راه حل طراحی و انتخاب شود و می‌تواند به تکرار بی‌پایان بدون هیچ نتیجه طراحی منجر شود.
آثار کامپ کار دست اغلب برای گرفتن تأیید ایده قبل از آنکه یک طراح زمانی را برای به پایان رساندن تولید سرمایه‌گذاری کند با تصاویری در کامپیوتر یا در چسباندن انجام می‌شوند. طرح‌ریز یا همان پیش‌نویس خشن بر روی کاغذ به سرعت اصلاح می‌شود و تولید ایده را بر روی کامپیوتر در یک فرایند ترکیبی امکان‌پذیر می‌کند. این فرایند ترکیبی به‌خصوص در طراحی آرم مفید است که در آن یک منحنی یادگیری نرم‌افزار ممکن است از یک فرایند تفکر خلاق بکاهد؛ و پیوند طراحی سنتی/تولید کامپیوتری امکان آزاد کردن خلاقیت فرد در طرح‌بندی صفحه یا توسعه تصویر را موجب‌می‌شود.
تقریباً همه برنامه‌های نرم‌افزاری محبوب «استاندارد صنعتی» برای طراحی‌های گرافیکی از اوایل دهه ۱۹۹۰ در محصولات سیستم‌های ادوبی گنجانیده‌است. آن‌ها نرم‌افزار ادوبی فتوشاپ (یک برنامه مبتنی بر پیکسل برای ویرایش عکس)، ادوبی ایلاستریتور (یک برنامه مبتنی بر بردار برای طراحی)، ادوبی این دیزاین (یک برنامه صفحه‌آرایی)، و دریمویور (طراحی صفحات وب) هستند. یکی دیگر از ابزار عمده طرح‌بندی صفحه کوارک اکسپرس (محصول از شرکت کوارک، یک شرکت جداگانه از نرم‌افزار Adobe) است. هر دو کوارک اکسپرس و ادوبی این دیزاین اغلب در مرحله نهایی از فرایند طراحی الکترونیکی استفاده می‌شود. تصاویر پیکسلی ممکن است در نرم‌افزار ادوبی فتوشاپ، آرم و تصاویر در نرم‌افزار ادوبی ایلاستریتور ویرایش شوند، و محصول نهایی در یکی از برنامه‌های اصلی طرح‌بندی صفحه ساخته شود. از بیشتر طراحان گرافیک وارد در این رشته از حدود سال ۱۹۹۰ انتظار می‌رود که دست کم در یک یا دو رشته از این برنامه‌ها مهارت داشته باشند.

## زمینه فعالیت‌های مرتبط با طراحی گرافیک

### طراحی رابط (interface design)
مقاله اصلی: رابط کاربری
از زمان ظهور رایانه‌های شخصی، بسیاری از طراحان گرافیک در محیطی که معمولاً به عنوان رابط کاربری گرافیکی (GUI) از آن یاد می‌شود، درگیر طراحی رابط شده‌اند. در زمانی که تعامل کاربر نهایی در نظر گرفتن طرح‌بندی یا رابط کاربری است، این فعالیت شامل طراحی وب و طراحی نرم‌افزار می‌شود. طراحان گرافیک با ترکیب مهارت‌های ارتباط بصری با درک تعامل کاربر و برندسازی آنلاین، اغلب با توسعه دهندگان نرم‌افزار و توسعه دهندگان وب کار می‌کنند تا ظاهر و احساس یک وب سایت یا برنامه نرم‌افزاری را ایجاد کنند. یکی از جنبه‌های مهم طراحی رابط، طراحی آیکون است.

### طراحی تجربه کاربری (User experience design)
مقاله اصلی: طراحی تجربه کاربری
طراحی تجربه کاربری (UX) مطالعه، تجزیه و تحلیل و توسعه محصولاتی است که تجربیات معنادار و مرتبطی را در اختیار کاربران قرار می‌دهد. این شامل ایجاد کل فرایند به دست آوردن و یکپارچه سازی محصول، از جمله جنبه‌های نام تجاری، طراحی، قابلیت استفاده و عملکرد است. طراحی UX شامل ایجاد رابط و تعاملات برای یک وب سایت یا برنامه است و هم یک عمل و هم یک هنر در نظر گرفته می‌شود. این حرفه به ترکیبی از مهارت‌ها از جمله طراحی بصری، روان‌شناسی اجتماعی، توسعه، مدیریت پروژه و مهم‌تر از همه، همدلی با کاربران نهایی نیاز دارد.

### طراحی گرافیک تجربی
طراحی گرافیک تجربی به‌کارگیری مهارت‌های ارتباطی در محیط ساخته شده‌است. این حوزه از طراحی گرافیک به متخصصان نیاز دارد که تأسیسات فیزیکی را که باید ساخته شوند و شرایط محیطی مشابه ساختمان‌ها را تحمل کنند، درک کنند. به این ترتیب، این یک فرایند مشترک بین رشته‌ای است که شامل طراحان، سازندگان، برنامه‌ریزان شهری، معماران، تولیدکنندگان و تیم‌های ساخت و ساز می‌شود.
طراحان گرافیک تجربی سعی می‌کنند مشکلاتی را که افراد در تعامل با ساختمان‌ها و فضا با آن مواجه می‌شوند (که طراحی گرافیک محیطی (environmental graphic design) نامیده می‌شود) حل کنند. نمونه‌هایی از زمینه‌های تمرین برای طراحان گرافیک محیطی عبارتند از: راه‌یابی، مکان‌سازی، محیط‌های برند، نمایشگاه‌ها و نمایشگاه‌های موزه، تأسیسات عمومی و محیط‌های دیجیتال.

## مشاغل
اشتغال در طراحی گرافیک شامل کارگران انجام وظایف تخصصی، مانند خدمات طراحی، چاپ و نشر، تبلیغات، و روابط عمومی است. مسئولیت اصلی یک طراح گرافیک چیدمان عناصر بصری در یک نوع رسانه است. عناوین کار اصلی در صنعت می‌تواند متفاوت باشد و اغلب مخصوص هر کشور است. آن‌ها می‌توانند طراح گرافیک، مدیر هنری، مدیر خلاقیت، انیماتور و هنرمند تولید داخلی باشند. بسته به نوع صنعت مسئولیت ممکن است عناوین مختلف از قبیل «DTP دانشیار» یا «گرافیک هنرمند» داشته باشد، اما با وجود تغییرات در عنوان، اصول طراحی گرافیک استوار باقی می‌ماند. مسئولیت ممکن است رهبری کردن، مهارت‌های تخصصی مانند تصویرسازی، عکاسی، انیمیشن یا طراحی تعاملی باشد. فارغ‌التحصیلان و دانشجویان طراحی گرافیک امروز به‌طور معمول با تمام این حیطه‌ها از طراحی گرافیک روبرو هستند و همچنین به منظور رقابت باید با همه آن‌ها آشنا باشند.
طراحان گرافیک می‌توانند در محیط‌های مختلف کار کنند. 
طراح گرافیک در تلویزیون، عضوی از یک گروه منظم است که سرپرستی آن را تهیه کننده یا کارگردان تلویزیونی به عهده دارند. 
در حالی که بسیاری در شرکت‌های اختصاص داده شده به صنعت، مانند مشاوره طراحی یا سازمان‌های تجاری کار می‌کنند، دیگران ممکن است در چاپ و نشر، بازاریابی یا شرکت‌های ارتباطات دیگر کار کنند. به‌طور فزاینده، به ویژه از زمان معرفی رایانه‌های شخصی به صنعت، بسیاری از طراحان گرافیک در سازمان‌های غیر طراحی گرا، به عنوان مثال در خانه طراحان، خود مشغول به کار هستند. طراحان گرافیک نیز ممکن است به عنوان طراحان آزاد در کار شرایط خود، قیمت، ایده‌های خود را، و مسائل دیگر را داشته باشند.
گزارش‌های طراح گرافیک به مدیر هنری، مدیر خلاق یا رسانه‌های ارشد خلاق است. مدیران هنری به عنوان یک طراح ارشد، ممکن است زمان کمتری را صرف طراحی رسانه و زمان بیشتری را صرف کارگردانی طراحان دیگر در فعالیت‌های خلاق گسترده‌تر، مانند توسعه نام تجاری و توسعه هویت سازمانی کنند. اغلب انتظار می‌رود آنان به‌طور مستقیم با مشتریان صحبت کنند، برای مثال در مصرف و تفسیر شرت پاچه‌دار.